# 塩谷甚太郎
塩谷 甚太郎（しおや じんたろう）とは、秋田県大仙市大曲で数代にわたって続いた商店の屋号である。

## 来歴
伊勢国（現在の三重県）出身の塩谷利右衛門家は、1546年頃には大曲村（現在の大仙市）に移り住んでいたとされる。その利右衛門の別れが左右吉（左右治）家で、そのさらに分家がこの甚太郎家だという。
菅江真澄の「月の出羽路」によると、江戸後期には中町（上大町）に居住していたとされる。
- 三森英逸・大曲の歴史によると、1855年（安政2年）の大曲村では、50集商（いさば）7軒があり、大曲からは塩谷甚太郎、田口栄吉（田口謙蔵家の傍系にあたる[3]）、中野三太郎などの船頭がいたとされる。
- 大仙市蛭川の薬師神社の参道には、西国三十三所観音の石像が並んでおり、1862年（文久2年）の「第九番　興福寺　南円堂　不空羂索観世音菩薩」の施主として塩谷甚太郎らの名前がある。

## 子孫
以下の出典は1976年（昭和51年）3月発行の秋田民報より。
左右治家の過去帳によると、甚太郎家の祖は1775年（安永3年）の領内春禅定尼と書かれているという。
- 塩谷家の9代目は、詳しい功績は分からないが、義太夫や歌舞伎に関心があり、歌舞伎の道具や衣装が沢山あり、俳諧の趣味もあったという。
- 10代目は、六郷の旧家出身で、塩谷家に入婿。中興の祖と言われる人物で、妻の内助もあり、今日の基を築いた。1894年（明治27年）、大曲米穀取引所が設置され、同時に米仲買商人の建物も建ち、仙北米の名を県外に売った。仲買兼船頭として活躍。

乾物商から米穀商として、川船時代から雄物川流域の米を集荷し、土崎港方面に売り、鉄道開通と共に、秋田米を中央及び、北海道に輸出し、山印米として秋田米の名声をあげた。
東京の深川市場でも一流の米商が取引先であり、「5円でも10円でも余り金があったら土を買え」といい、山林にも投資していた。
- 11代目は、秋田県仙南村笹巻の旧家から入婿し、義理の父を助け、事業拡大に貢献したものの、大正時代に若くして病死したという。
- 12代目は、大正年間には大曲野球の草分け。地元クラブの一塁手として、地域に名を馳せ、全県王座に輝いた[4]。また、テニスの分野においても目覚ましい活躍を見せ、様々な賞に輝いた。

祖父（10代目）のあとを受け、町議会議員となり、1929年（昭和4年）から1952年（昭和27年）まで連続当選をした。戦争中は警防団関係の公職も勤めた。
県の農地委員、大曲裁判所調停委員、大曲農業協同組合長、米肥木炭商業組合長。
- 13代目は、戦争中は弘前の夜砲隊に所属し、内地で終戦を迎えた[4]。塩谷合資会社代表社員。昭和の大曲市商工会の専務や、副会長を務めた。大曲仙北地方卸売市場の専務取締役。大曲学校給食協会の常務理事。大曲のローターリークラブ会員[5]。
- 14代目は、父から引き継ぎ、ロータリークラブ会員、大曲仙北地方卸売市場の取締役、大曲商工会議所の専務理事、大曲商工会議所の常議員などを経て、大曲綱引き保存会、県の公安委員。大曲法人会の会長[6]。

## 親族・遠縁
甚太郎家のルーツである左右治家は、江戸の前期に塩谷利右衛門家から分家になったといい、代々塩谷長右衛門を名乗り、1822年（文政5年）の伝馬屋敷名寄帳には間口9間、奥行30間の3枚続きの屋敷が柳町（上大町）にあり、その財力を示していた。
1886年（明治16年）頃には移転。子孫の塩谷良吉は、榊田清兵衛の懐刀。